# (504555) 2008 SO266
(504555) 2008 SO266, também escrito como (504555) 2008 SO266, é um objeto transnetuniano que está localizado no cinturão de Kuiper, uma região do Sistema Solar. Este objeto é classificado como um plutino, pois, ele tem uma ressonância orbital de 3:2 com o planeta Netuno. O mesmo possui uma magnitude absoluta de 6,0 e tem um diâmetro com cerca de 278 km. O astrônomo Mike Brown lista este corpo celeste em sua página na internet como um candidato a possível planeta anão.

## Descoberta
(504555) 2008 SO266 foi descoberto no dia 24 de setembro de 2008 pelos astrônomos M. E. Schwamb, M. E. Brown, e D. L. Rabinowitz.

## Órbita
A órbita de (504555) 2008 SO266 tem uma excentricidade de 0,237 e possui um semieixo maior de 39,229 UA. O seu periélio leva o mesmo a uma distância de 29,928 UA em relação ao Sol e seu afélio a 48,530 UA.